# 동축로
동축로(Dongchuk-ro)는 경기도 고양시 덕양구 동산동 동산삼거리와 서울특별시 은평구 진관동 은평지문교 앞을 잇는 도로이다.

## 연혁
- 2012년 6월 8일: 도로명으로 동축로를 고시
- 2013년: 개통

## 주요 경유지
경기도
- 고양시 덕양구(지축동, 동산동)

서울특별시
- 은평구(진관동)

## 노선
동산삼거리가 도로의 시점이다.
| 이름                      | 접속 노선                      | 소재지     | 소재지 | 소재지 | 비고 |
| ------------------------- | ------------------------------ | ---------- | ------ | ------ | ---- |
| (이름 없음)               | 북한산로 지정로                | 서울특별시 | 은평구 | 진관동 |      |
| (이름 없음)               | 동축로                         | 경기도     | 고양시 | 지축동 |      |
|                           |                                | 서울특별시 | 은평구 | 진관동 |      |
| 한국지역난방공사 삼송지사 |                                | 경기도     | 고양시 | 동산동 |      |
| 동산삼거리                | 국도 제1호선 (통일로) 고양대로 | 경기도     | 고양시 | 동산동 |      |
| 고양대로와 직결           |                                |            |        |        |      |

## 주요 건물 및 시설
- 한국지역난방공사 삼송지사(경기도 고양시 덕양구 동축로 16)